# Бертхолд II фон Нойфен-Марщетен
Бертхолд II фон Нойфен-Марщетен (на немски: Berchtold II von Neuffen Graf von Marstetten; * пр. 1240; † сл. 1268/сл. 1274) от швабския род Нойфен е граф на Марщетен (днес част от Айтрах).

## Произход
Той е син на Алберт I фон Нойфен († сл. 1237/1239/сл. 1245) и съпругата му Лиутгард фон Еберщал († сл. 1250). Внук е на Бертхолд I фон Вайсенхорн-Нойфен († 1221) и Аделхайд фон Гамертинген († сл. 1208). Баща му е брат на Хайнрих I фон Нойфен († сл. 1246), граф на Нойфен и Ахалм, и Бертолд фон Нойфен, епископ на Бриксен (1216 – 1224). Брат е на неженения Конрад фон Нойфен († сл. 1270).

## Фамилия
Бертхолд II фон Нойфен-Марщетен се жени за Берхта фон Марщетен (* пр. 1240; † сл. 1259), внучка на Готфрид фон Марщетен († сл. 1195), дъщеря на граф Готфрид II фон Марщетен († сл. 1239) и Берхта фон Балсхайм († сл. 1239), дъщеря на Рудолф фон Кирхберг-Балсхайм († сл. 1192), син на граф Хартман III фон Кирхберг († сл. 1198). Те имат децата:
- Албрехт III фон Нойфен-Марщетен-Грайзбах († 4 юли 1306), граф на Марщетен-Грайзбах, женен ок. 1290 г. за Елизабет фон Грайзбах († сл. 1316), дъщеря на граф Бертхолд II фон Грайзбах († сл. 1288) и графиня Елизабет фон Хиршберг († сл. 1292)
- Бертолд III фон Нойфен-Марщетен (* пр. 1258; † 1285/1291), граф на Марщетен, женен пр. 21 октомври 1279 г. за Рихца фон Калв-Льовенщайн († сл. 1294), дъщеря на граф Готфрид III фон Калв-Льовенщайн († сл. 1277) и Кунигунда фон Хоенлое-Романя († сл. 1253)
- Алберт II фон Нойфен? († 1268/1278), неженен
- Мехтилд фон Нойфен († сл. 1267), омъжена I. за граф Рудолф IV фон Раперсвил/III († 28 юли 1262), II. пр. 11 февруари 1263 г. за граф Хуго I фон Верденберг-Хайлигенберг (* ок. 1231; † 7 декември 1280).